# 小林三六九
小林 三六九（こばやし みろく）は日本のライトノベル作家。

## 主な作品
- クリスナーガ[1]（イラスト：ポコ、電撃文庫、アスキー・メディアワークス、2009年5月、単巻）
- キリサキシンドローム（イラスト：池田靖宏、電撃文庫、アスキー・メディアワークス、2011年11月 - 2012年10月、全2巻）
- Buster-Do!（イラスト：TwinBox、電撃文庫、KADOKAWA、2013年11月 - 2014年7月、全2巻）
- ブレイク×トリガー（イラスト：人米、電撃文庫、KADOKAWA、2015年9月、単巻）
- 《ハローワーク・ギルド》へようこそ!（イラスト：和武はざの、電撃文庫、KADOKAWA、2017年1月、既刊1巻）